# Lionización

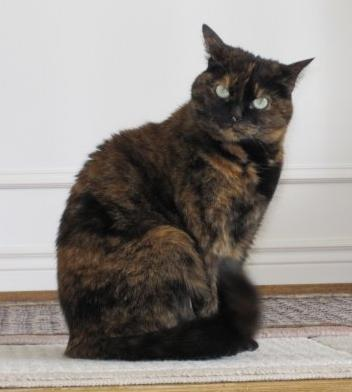
La coloración de los gatos carey y calicó es una consecuencia visible de la inactivación del cromosoma X. Los alelos correspondiente al color de pelaje negro y naranja se encuentran en este cromosoma. Su inactivación aleatoria provoca parches de colores en el pelaje.

La inactivación del cromosoma X (también denominada lionización en honor a la genetista inglesa Mary Lyon), es un proceso por el cual una de las copias del cromosoma X se inactiva en mamíferos terios hembras. El cromosoma X inactivo se silencia al empaquetarse en una estructura llamada heterocromatina, la cual no permite la transcripción del ADN y la expresión de sus genes. La condensación de la heterocromatina provoca la formación de una estructura característica denominada corpúsculo de Barr.
La inactivación del cromosoma X permite que los mamíferos hembras no tengan el doble de productos génicos de este cromosoma en comparación con los machos, los cuales solo poseen una copia del cromosoma X. Este proceso se denomina compensación de dosis.
La elección del cromosoma X que se inactivará en una célula embrionaria determinada ocurre de manera aleatoria en mamíferos placentarios, como los humanos. Una vez inactivado un cromosoma X, permanecerá inactivo durante toda la vida de la célula, pero también de sus descendientes en el organismo (de su línea celular). El resultado es un patrón aleatorio en el cual algunas células inactivan el cromosoma X paterno y otras el cromosoma X materno. La distribución de la inactivación del cromosoma X tiende a ser desigual entre las líneas celulares, generando individuos mosaico con patrones distintos de inactivación del cromosoma X.
A pesar de que la inactivación es aleatoria, existen genes que escapan a este proceso de manera constitutiva. Representan aproximadamente el 15% de todos los genes, y suelen localizarse en las regiones pseudoautosómicas (PAR), donde se produce el apareamiento entre el X y el Y durante la meiosis, aunque otros escapan del silenciamiento en función del tejido en el que se expresen.
A diferencia de la inactivación aleatoria del cromosoma X en los mamíferos placentarios, en los marsupiales la inactivación ocurre exclusivamente en el cromosoma X de origen paterno. En el resto de mamíferos, se acepta como generalidad que el cromosoma que se inactiva es elegido al azar, pero se conoce que podrían existir preferencias según la edad de la hembra que proporciona el gameto, por ejemplo.

## Historia
In 1959, Susumu Ohno demostró que los dos cromosomas X en mamíferos son diferentes: uno tenía un aspecto similar a los autosomas; el otro estaba más condensado y contenía heterocromatina. Este descubrimiento sugirió, de manera independiente entre dos grupos de investigadores, que uno de los cromosomas X sufrió una inactivación.
In 1961, la genetista Mary Lyon propuso la inactivación aleatoria de uno de los cromosomas X en hembras como explicación del fenotipo moteado de ratones hembras heterocigóticas para genes del color del pelaje. La hipótesis de Lyon también explicaba los descubrimientos de que una copia de los cromosomas X en hembras estaba altamente condensado, y de que los ratones que solo tenían una copia del cromosoma X se desarrollaban como hembras infértiles. El investigador Ernest Beutler, el cual estudiaba mujeres heterocigóticas para la deficiencia de glucosa-6-fosfato deshidrogenasa, comprobó que solo existían dos poblaciones de eritrocitos en estos heterocigotos: células con deficiencia de la enzima y células normales. Las investigaciones de Mary Lyon le llevaron a pensar que esto se debía a si el cromosoma X inactivado (en el núcleo de la célula precursora de eritrocitos) contiene el alelo funcional o deficiente de la enzima.

## Mecanismo

Esquema del proceso y consecuencias aleatorias de la inactivación del cromosoma X.
1.Estadio temprano de una célula embrionaria de un humano hembra
2.Cromosoma X de origen materno
3.Cromosoma X de origen paterno
4.Mitosis e inactivación aleatoria
5.El cromosoma X paterno se inactiva en una célula hija y el cromosoma X materno en la otra
6.El cromosoma X paterno se inactiva en ambas células hijas
7.El cromosoma X materno se inactiva en ambas células hijas
8.Tres combinaciones aleatorias posibles.

La mayor parte del proceso es poco conocido, aunque sí se conoce que ocurren dos procesos de inactivación del cromosoma X.
La primera inactivación se dice que está improntada, pues, antes del estadio de mórula, siempre se silencia el cromosoma paterno. Esta inactivación se mantiene en todas las células y tejidos, a excepción de en las oogonias, donde se reactiva el cromosoma para asegurar que todos los gametos que porten un cromosoma X lo tengan activo.
La segunda inactivación ocurre tras la diferenciación de la masa celular interna (MCI) y el trofoblasto. Los tejidos extraembrionarios mantienen inactivado el cromosoma, pero en la MCI, es decir, las células que posteriormente formarán el embrión, el cromosoma se reactiva. En el estadio de blástula, ocurre la segunda inactivación, en este caso al azar. Esto es lo que genera que los individuos sean mosaicos para la expresión de los alelos ligados al cromosoma X, pues en cada célula se habrá inactivado uno de los cromosomas X. Es por ello que los tejidos adultos son mosaicos para la expresión de los alelos ligados al X.

### Conteo de los cromosomas
Cada célula es capaz de saber cuántos cromosomas X tiene, y siempre inactiva todos menos uno. Esto ocurre en células diploides XX, células Klinefelter (XXY), células tetraploides... Por ejemplo:
- 46 cromosomas, XY → ningún X inactivado
- 45 cromosomas, XO → ningún X inactivado
- 46 cromosomas, XX → 1 X inactivado

El mecanismo de conteo es desconocido, antes se pensaba que tenía que ver con el establecimiento de contactos entre ambos cromosomas, pero se ha demostrado que esa interacción en realidad no es necesaria. Ahora se piensa que parece estar determinado por factores de pluripotencia.

### Elección del cromosoma a inactivar
Como ya hemos mencionado, ocurren dos procesos de inactivación, uno de ellos ocurre tras la fecundación por mecanismos improntados, silenciando el cromosoma paterno, mientras que el otro ocurre aleatoriamente durante el desarrollo.
La inactivación azarosa se produce en ratones por una competición entre dos long ncRNA en sentido contrario codificados en el mismo locus, el locus XIC (X-inactivation center), que codifica para Xist y Tsix.

#### Xist (X-inactivation specific transcrit)

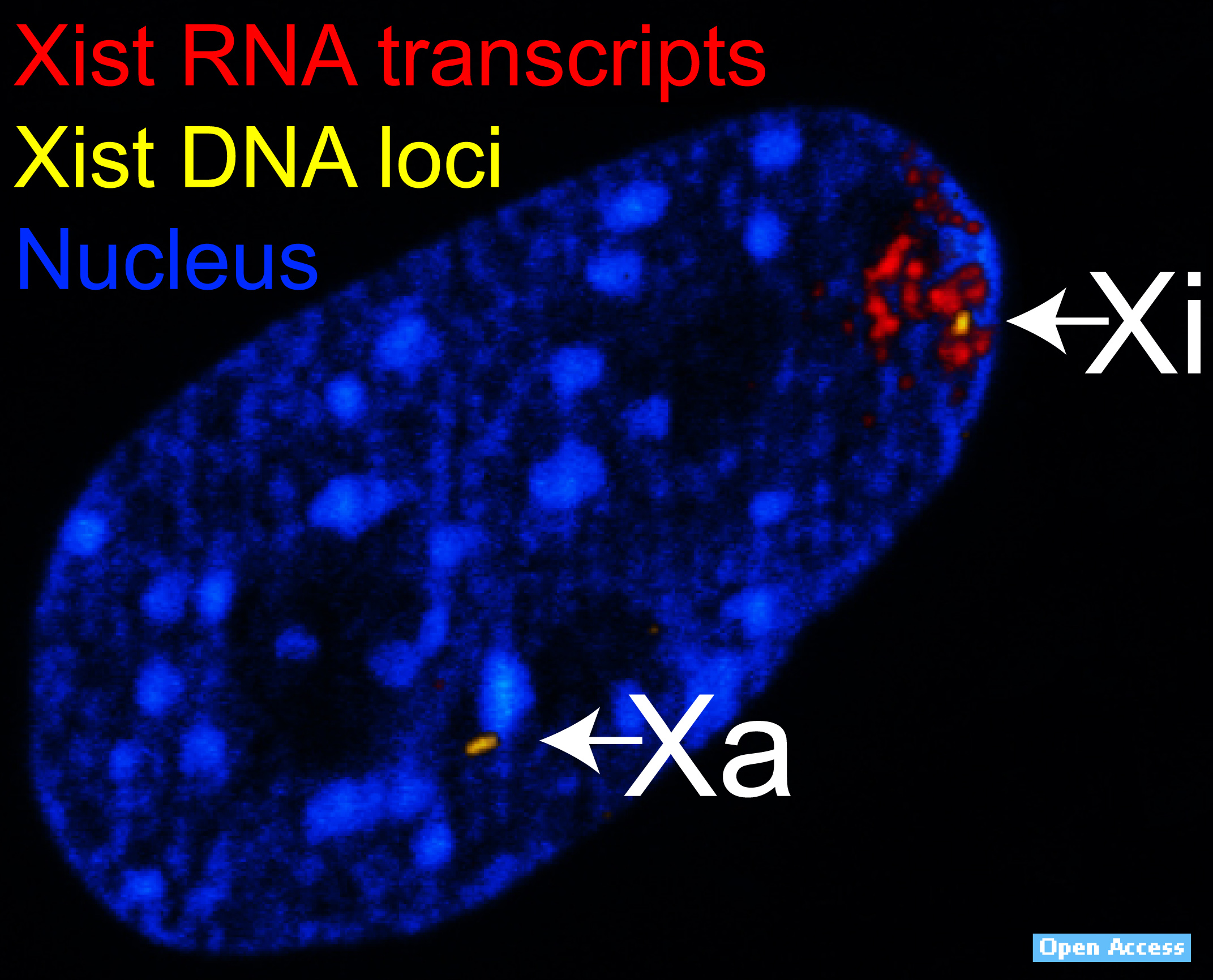
Microscopía confocal.

La primera inactivación está mediada por Xist, un ARN no codificante transcrito del cromosoma X de los mamíferos placentarios que actúa durante este proceso de inactivación. El cromosoma X materno en el oocito contiene un dominio mediado por polycomb en el promotor de Xist, lo que impide su expresión en el cromosoma heredado de la madre. En consecuencia, Xist es expresado por el cromosoma paterno, causando su inactivación.
Antes se pensaba que la inactivación se iniciaba al unirse a los elementos LINE presentes a lo largo de todo el cromosoma, pero se ha visto que no es así. Por sí mismo es capaz de inducir la inactivación de cualquier cromosoma, pues al clonarse en autosomas se observa el mismo efecto.

#### Tsix
Tsix es un gen de ARN no codificante que es antisentido para el ARN Xist, y por ende, se une a Xist durante la inactivación del cromosoma X. Tsix solo se expresa a largo plazo en el cromosoma que permanece activo.
De manera que, en las células madre pluripotentes, al principio se expresa Tsix en ambos cromosomas, solapándose con el promotor de Xist, impidiendo su expresión y, por tanto, ejerciendo su actividad inactivadora. Sin embargo, en un momento dado y por causas aún desconocidas, Xist comienza a expresarse, desplazando a Tsix. Se inactiva el cromosoma que primero exprese Xist.

#### Otros factores
Además, intervienen otros factores:
- Jpx es un lncRNA que actúa como señuelo CTCF en el X inactivo. Cuando Jpx se expresa, secuestra a CTCF, provocando la expresión de Xist y la inactivación del cromosoma. La actividad de Jpx consiste en retirar el factor CTCF de la cromatina, que actúa reprimiendo la expresión de Xist. Jpx favorece el silenciamiento (inactivación) del cromosoma en el que se exprese. Por el contrario, cuando Jpx no se expresa, CTCF está unido al promotor de Xist, impidiendo su expresión.
- Ftx es un microARN que impide la metilación del promotor del gen Xist en el X inactivo, por lo que este se seguirá expresando, contribuyendo también a la inactivación del cromosoma.
- El locus XIC es el centro de inactivación del X. Este locus es necesario para que se produzca la inactivación, ya que al delecionar parte de esta región ya no se produce la inactivación correctamente.

### ¿Cómo se silencia Xist?
El gen que codifica para Xist tiene unas repeticiones A que interactúan con la proteína SPEN, un activador de la deacetilasa HDAC3, que deacetila histonas, entre ellas la H3K27. Esta deacetilación global de todo el cromosoma es el primer paso para su inactivación. A continuación, llega el complejo polycomb, que interacciona con las repeticiones B y C para que se produzcan las modificaciones necesarias (H2AK119ub y H3K27me3).
A largo plazo, se producen otros cambios epigenéticos que conllevan la metilación de las islas CpG, H3K9me2 (relacionada con la heterocromatina constitutiva) y la incorporación de la variante de histona macroH2A. 
En resumen, el gen Xist gana marcas relacionadas con la represión de la expresión y la heterocromatinización.
- Desacetilación de histonas en general y desmetilación de H3K4
- H2AK119ub (polycomb)
- H3K27me3 (polycomb)
- H3K9me2
- macroH2A
- Metilación del ADN

Pero, curiosamente, el cromosoma X inactivo no tiene más metilación a nivel global que otros cromosomas, lo que hace pensar que en el X inactivo la metilación se limite a los promotores (islas CpG), y no a los cuerpos de los genes, compensándose la presencia de estas marcas.
Mediante la detección con anticuerpos fluorescentes de estas marcas de las histonas podemos teñir y localizar el corpúsculo de Barr.

### Propagación de la inactivación a la totalidad del cromosoma
Los cromosomas X tienen una mayor cantidad de LINEs que el resto de cromosomas, lo que provoca diferencias en su estructura. Esto provoca el plegamiento del cromosoma X, haciendo que muchos puntos queden físicamente cerca del XIC. De esta manera, los ncRNA recorren menos distancia que si este cromosoma no se plegara.